# Грегорі Ваньє
Гре́горі Ваньє́ (фр. Gregory Wannier; 30 грудня 1911 — 21 жовтня 1983) — швейцарський фізик-теоретик. 1935 року отримав ступінь доктора математичної фізики в Базельському університеті. У 1935—1936 роках працював у Женевському університеті, в 1936—1937 роках — Принстонському, 1938—1939 роках — Бристольському, 1939—1941 роках — Техаському, в 1941—1946 роках — в університеті Айови, в 1949—1960 роках — у «Bell Labs». З 1960 року — професор університету Орегону.
Роботи Ваньє присвячені теорії твердого тіла, магнетизму, статистичної механіки, розрядів у газах, електронної фізики. Він досліджував молекулярні і кристалічні структури, локалізацію електронів у твердому тілі, фазові переходи. У 1937 році незалежно від Невіла Мотта розвинув уявлення про зв'язані стани електронів із зони провідності і дірки з валентної зони (екситон Ваньє-Мотта). Заклав основи теорії екситонів. У теорії магнетизму ввів (1937) ортогональні функції (функції Ваньє) і запропонував метод дослідження зонної структури твердих тіл на основі цих функцій.